# Royal Aircraft Establishment
Royal Aircraft Establishment (RAE) bylo výzkumné středisko britského Ministerstva obrany (Ministry of Defence). Objekt nacházející se u letiště u města Farnborough v Anglii byl původně továrnou na výrobu vzducholodí a později letounů, která byla založena v roce 1908.

## Historie

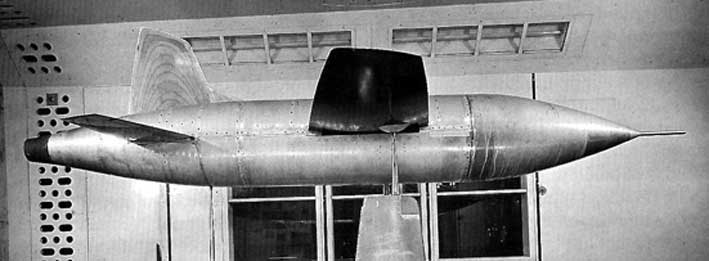
Model letounu Miles M.52 v nadzvukovém aerodynamickém tunelu RAE

- 1908 – organizace založena jako HM Balloon Factory
- 1911 – přejmenována na Royal Aircraft Factory (RAF)
- 1918 – přejmenována na Royal Aircraft Establishment aby nedocházelo k záměně s letectvem Royal Air Force (RAF), které vzniklo 1. dubna 1918
- 1988 – přejmenována na Royal Aerospace Establishment
- 1. dubna 1991 – sloučena s Defence Research Agency (DRA), nově založenou výzkumnou organizací Ministerstva obrany
- 1. dubna 1995 – DRA a další organizace Ministerstva obrany sloučeny do Defence Evaluation and Research Agency (DERA)
- 2001 – agentura DERA byla částečně privatizována, výsledkem bylo rozdělení do dvou samostatných organizací: Defence Science and Technology Laboratory (DSTL) vlastněnou státem a privatizovaný PPP projekt QinetiQ

V současné době v objektu sídlí organizace QinetiQ, DSTL, Air Accidents Investigation Branch a British National Space Centre.
Bylo zde vyvinuto nebo testováno mnoho typů letadel jako B.E.2, F.E.2, R.E.8, S.E.5, Hawker Siddeley Harrier či Concorde. K výzkumným účelům jsou zde používány dva aerodynamické tunely, jeden s průměrem 7,3 m (24') a další nadzvukový.